# Благодатських Вадим Юрійович
Вадим Юрійович Благодатських (8 травня 1965, Москва, СРСР) — радянський хокеїст, нападник.

## Біографічні відомості
Вихованець московського «Динамо». Переможець молодіжної першості Радянського Союзу 1984 року і бронзовий призер 1983 року Його партнерами у тому складі були Михайло Шталенков, Андрій Віттенберг, Андрій Вахрушев, Олексій Амелін. 
Виступав за команди майстрів «Динамо» (Харків), СК ім. Урицького (Казань) і «Нафтовик» (Альметьєвськ). У складі казанського клубу провів у вищій лізі 35 матчів (1+1), а всього в чемпіонаті СРСР — 399 (75+44).

## Статистика
| Сезон   | Клуб                      | Ліга   | Регулярний сезон | Регулярний сезон | Регулярний сезон | Регулярний сезон | Регулярний сезон | Перехідний турнір | Перехідний турнір | Перехідний турнір | Перехідний турнір | Перехідний турнір |
| Сезон   | Клуб                      | Ліга   | І                | Г                | П                | О                | ШХ               | І                 | Г                 | П                 | О                 | ШХ                |
| ------- | ------------------------- | ------ | ---------------- | ---------------- | ---------------- | ---------------- | ---------------- | ----------------- | ----------------- | ----------------- | ----------------- | ----------------- |
| 1984-85 | «Динамо» (Харків)         | СРСР-2 | 46               | 12               | 5                | 17               | 14               |                   |                   |                   |                   |                   |
| 1985-86 | «Динамо» (Харків)         | СРСР-2 | 53               | 11               | 7                | 18               | 20               |                   |                   |                   |                   |                   |
| 1986-87 | «Динамо» (Харків)         | СРСР2  | 44               | 10               | 7                | 17               | 32               |                   |                   |                   |                   |                   |
| 1987-88 | СК ім. Урицького (Казань) | СРСР-2 | 60               | 1                | 4                | 5                | 16               |                   |                   |                   |                   |                   |
| 1988-89 | СК ім. Урицького (Казань) | СРСР-2 | 52               | 10               | 2                | 12               | 24               |                   |                   |                   |                   |                   |
| 1989-90 | СК ім. Урицького (Казань) | СРСР   | 25               | 0                | 0                | 0                | 0                | 30                | 8                 | 4                 | 12                | 12                |
| 1990-91 | «Ітіль» (Казань)          | СРСР   | 10               | 1                | 1                | 2                | 0                | 13                | 0                 | 0                 | 0                 | 2                 |
|         | «Нафтовик» (Альметьєвськ) | СРСР-3 | 10               | 4                | 2                | 6                | 14               |                   |                   |                   |                   |                   |
| 1991-92 | «Нафтовик» (Альметьєвськ) | СРСР-3 | 56               | 18               | 12               | 30               | 43               |                   |                   |                   |                   |                   |